# 542
El 542 (DXLII) fou un any comú començat en dimecres del calendari julià.

## Esdeveniments
- Una pandèmia de pesta mata uns dos milions de ciutadans a l'Imperi Romà d'Orient.[1]
- Tòtila continua la seva expansió per Itàlia.[2]